# Афанасий (Егоров)
Егоров Алексей Егорович (7 марта 1884, с. Сурушино, Тверская губерния — 19 августа 1937, Москв) — игумен, святой Русской православной церкви, причислен к лику святых как преподобномученик в 2001 году для общецерковного почитания. Расстрелян в 1937 году по приговору ВКВС СССР по делу «антисоветской террористической фашистской организации церковников». Реабилитирован посмертно.

## Биография
Родился в семье крестьян Егора Илларионовича и Агафии Ефремовны Егоровых. Окончил церковно-приходскую школу.
- 18 января 1908 года поступил в Валаамский монастырь.
- 19 октября 1911 года зачислен в послушники.
- 21 февраля 1914 года пострижен в мантию с именем Афанасий.

24 апреля 1921 года рукоположён в сан иеродиакона, спустя некоторое время — в сан иеромонаха, и затем возведен митрополитом Сергием в сан игумена. Служил в храме села Измайлово Реутовского района Московской области.

## Арест и мученическая кончина
Арестован 26 июня 1937 года по обвинению в террористической агитации и оказании материальной помощи находящемуся в заключении за антисоветскую деятельность духовенству. Заключён в Бутырскую тюрьму. Фрагмент допроса:

— Таким образом, вы являетесь приближенным митрополита Сергия Страгородского?
— Да, митрополит Сергий относился ко мне хорошо, но все же он рассматривал меня в известной степени как своего слугу. Состоя при митрополите, я ведал хозяйственными вопросами, иногда помогал ему на службах в церкви и выполнял другие поручения митрополита.
— По поручению митрополита Сергия вы оказывали материальную помощь репрессированным за антисоветскую деятельность церковникам?

— Да, оказывал — как по поручению митрополита Сергия, так и по своей собственной инициативе. 
Внесен в Сталинский расстрельный список («Москва-центр»)  от 10 августа 1937 г. по 1-й категории («за» Сталин, Молотов, Каганович, Ворошилов).  Приговором ВКВС СССР от 19 августа 1937 года приговорён к расстрелу по одному делу вместе с А. А. Хотовицким, А. В. Лебедевым, А. А. Широковым и П. С. Крыловым.
Расстрелян в тот же день, 19 августа 1937 года. Место захоронения— неизвестная могила Донского кладбища (в тот день осужденные не кремировались).
Реабилитирован посмертно Генеральной прокуратурой РФ 15 августа 2000 г.

## Канонизация
Причислен к лику святых новомучеников и исповедников Российских постановлением Священного Синода от 22 февраля 2001 года.
День памяти: 7 (20) августа и в Соборе новомучеников и исповедников Российских.